# Jessica Heide
Jessica Heide (* 20. Oktober 1980 in Quierschied) ist eine deutsche politische Beamtin (SPD). Sie ist seit dem 20. Juni 2023 Staatssekretärin im Ministerium für Bildung und Kultur des Saarlandes.

## Leben
Nach dem Abitur an der Marienschule in Saarbrücken im Jahr 2000 studierte Jessica Heide bis 2004 an der Universität Koblenz-Landau Grundschulpädagogik, Germanistik, Soziologie für das Lehramt für Grund- und Hauptschulen. Ihren Vorbereitungsdienst absolvierte sie in den Jahren 2004 bis 2006 am Studienseminar Püttlingen für das Lehramt für die Primarstufe und Sekundarstufe I. Von 2006 bis 2013 arbeitete sie als Lehrerin an der Grundschule Bachstraße in Neunkirchen, war von 2013 bis 2015 Schulleiterin der Freiwilligen Ganztagsgrundschule Saarbrücken Folsterhöhe, von 2015 bis 2018 Rektorin der Freiwilligen Ganztagsgrundschule Saarbrücken Folsterhöhe und von 2018 bis 2023 Rektorin der Gebundenen Ganztagsgrundschule Saarbrücken Dellengarten.
Heide ist Mitglied der SPD. Nachdem der bisherige Staatssekretär im Ministerium für Bildung und Kultur Jan Benedyczuk auf eigenen Wunsch in den Staatsdienst in Rheinland-Pfalz zurückkehrte, berief die zuständig Ministerin Christine Streichert-Clivot Heide zur neuen Staatssekretärin. Sie trat am 20. Juni 2023 ihr Amt an, nachdem der Ministerrat der Personalie zugestimmt hatte.
Heide ist verheiratet und hat zwei Kinder.